# Bakso
Le bakso est un type de boulette de viande, une spécialité culinaire indonésienne, consistant en un mélange de bœuf haché et de farine de tapioca. Il existe également des bakso à base de poisson, de crevettes ou même de viande de buffle, généralement servis chauds avec un bouillon de bœuf clair, mélangés à des nouilles, des vermicelles, des germes de soja, du tofu, parfois des œufs puis saupoudrés d'oignons frits et de céleri.

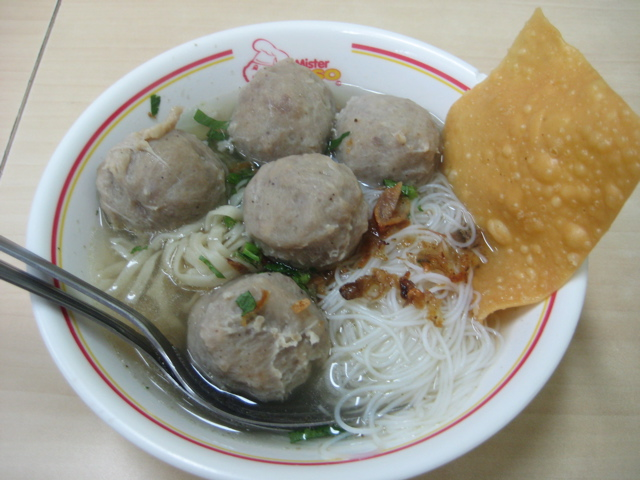
Bakso.

On peut trouver des bakso dans toute l'Indonésie, des vendeurs de rue aux restaurants haut de gamme. Il est l'un des aliments de rue les plus populaires en Indonésie. Aujourd'hui, différents types de bakso prêts à cuire sont également disponibles sous forme de produits surgelés vendus dans les supermarchés en Indonésie.

## Ingrédients, contenu et portions
Le bakso est généralement fabriqué à partir de bœuf haché finement avec une petite quantité de farine de tapioca et de sel, cependant il peut également être élaboré à partir d'autres ingrédients, comme le poulet, le porc, le poisson ou les crevettes.
Étant donné que la plupart des Indonésiens sont des musulmans qui observent la loi alimentaire halal, le bakso est généralement fabriqué à partir de bœuf, de poulet ou d'un mélange de bœuf et de poulet. Dans les zones à majorité non musulmane, comme les quartiers chinois des grandes villes et l'île de Bali à majorité hindoue, on peut trouver du bakso au porc.

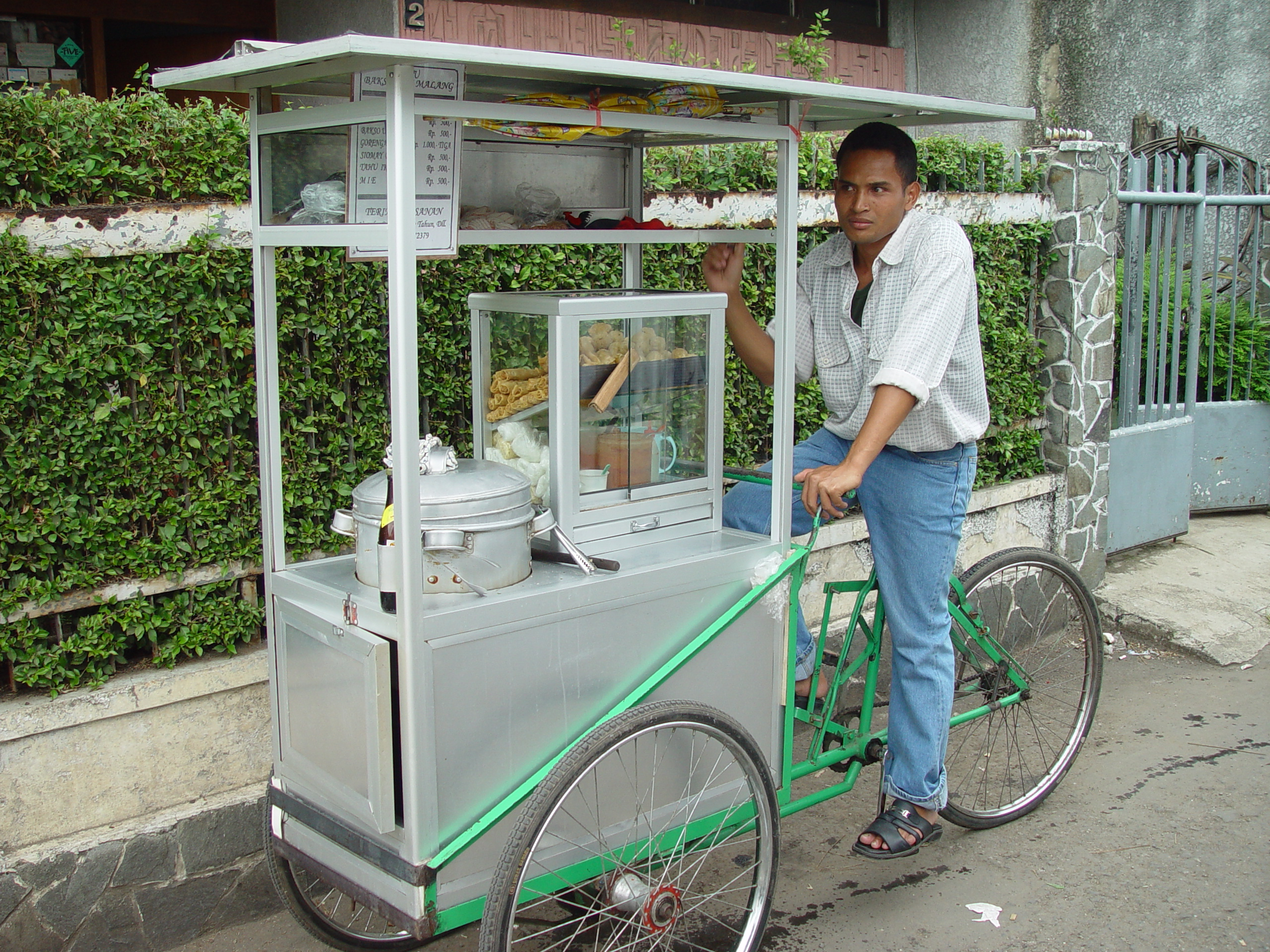
Le chariot de vendeur de rue.

Traditionnellement, la pâte à surimi de bœuf est façonnée à la main en boulettes et bouillie dans de l'eau chaude. Une fois la viande cuite, les boulettes sont séchées et servies ou réfrigérées pour une utilisation ultérieure. Les bakso précuits sont généralement exposés dans les vitrines des chariots des vendeurs de rue.

## Origine
Le nom bakso provient de bak-so (肉酥, pe̍h-ōe-jī : bah-so͘), la prononciation hokkien pour « viande moelleuse » ou « viande hachée », ce qui suggère que le bakso a une origine de cuisine chinoise indonésienne
En effet, la texture du bakso est assez similaire à celle des boulettes de bœuf chinoises, qui sont assez moelleuses et ont une texture homogène. Bien que le nom du bakso soit d'origine chinoise hokkien, les experts culinaires suggèrent qu'il est probable que le bakso soit le mélange d'influences culinaires de l'époque coloniale des Indes orientales néerlandaises.
Malgré sa possible origine chinoise, le bakso a, semble-t-il, subi une localisation, notamment dans la cuisine chinoise indonésienne et javanaise. Aujourd'hui, la plupart des vendeurs de bakso sont des Javanais natifs de Wonogiri (une ville près de Solo) et de Malang. Le bakso Solo et le bakso Malang sont les variantes les plus populaires ; le nom vient de la ville d'où il provient, Solo dans le centre de Java et Malang dans l'est de Java. Le bakso Solo est généralement servi avec des nouilles jaunes et des vermicelles de riz dans un bouillon de bœuf, tandis que le bakso Malang est généralement enrichi de tofu et de wonton frits croustillants. À Malang, le bakso bakar (bakso grillé) est également populaire.

## Variations
L'Indonésie a développé de nombreuses variantes de bakso, qui diffèrent généralement par leur forme, leur taille, leur texture, leurs ingrédients et leur garniture.

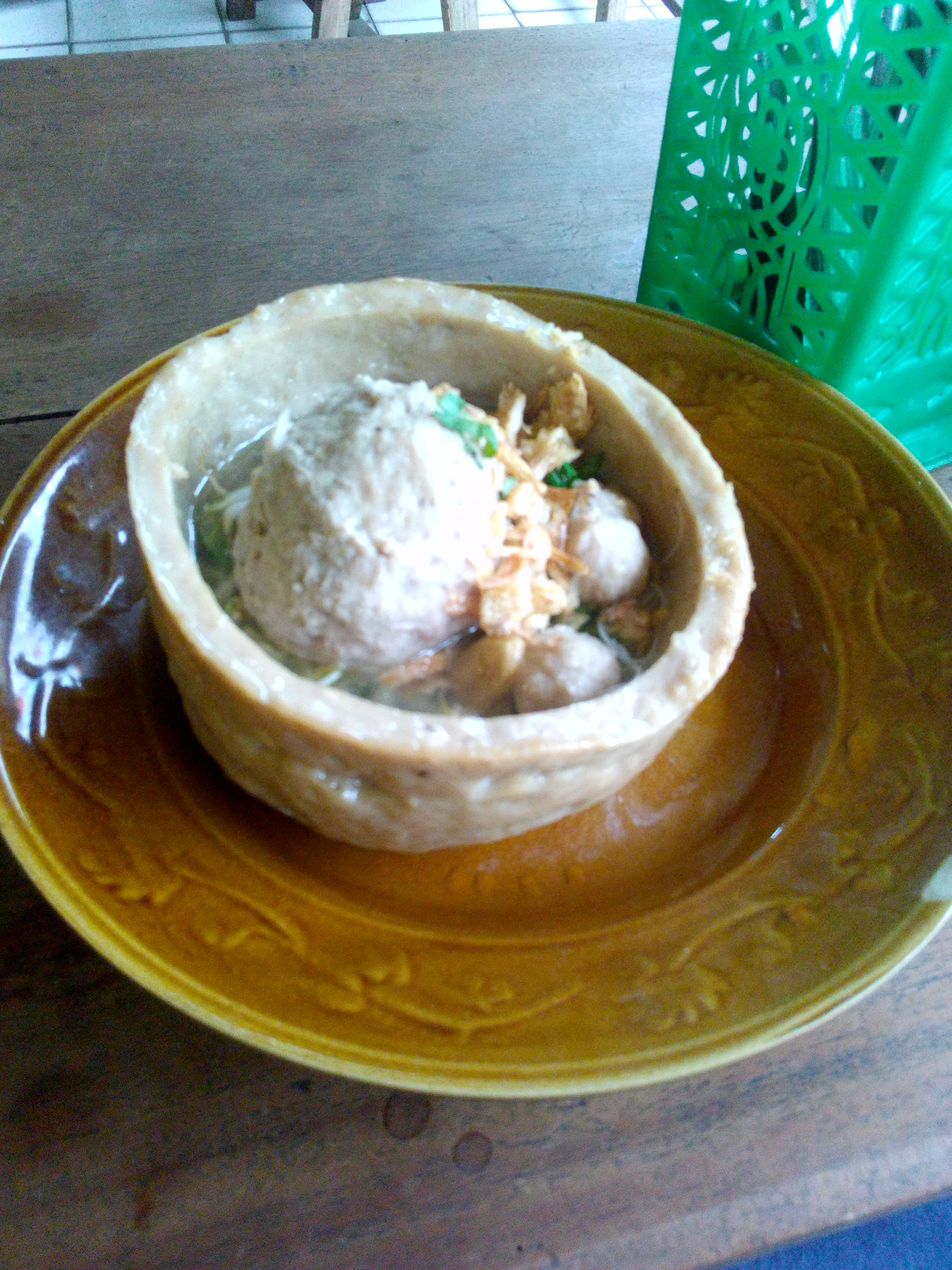
Bakso beranak.

- Bakso aci : bakso avec plus de tapioca.
- Bakso ayam : bakso au poulet.
- Bakso babi : bakso de viande de porc.
- Bakso bakar : bakso grillé et en brochettes, préparé de manière similaire au sate.
- Bakso beranak : bakso rempli de petites boulettes de viande.
- Bakso bola tenis : bakso de la taille d'une balle de tennis, soit farci d'un œuf dur comme le bakso telur, soit rempli de tetelan, qui comprend des morceaux de viande et de graisse de bœuf ou d'urat (tendon).
- Bakso cuanki : très connu à Bandung, dans l'ouest de Java.
- Bakso gepeng : bakso de bœuf plat, il a généralement une texture plus fine et plus homogène.
- Bakso goreng : bakso frit avec une texture plutôt dure, généralement consommé uniquement comme snack ou mélangé dans un bol dans le cadre du bakso Malang ou du bakso cuanki.
- Bakso ikan : bakso de poisson (boule de poisson).

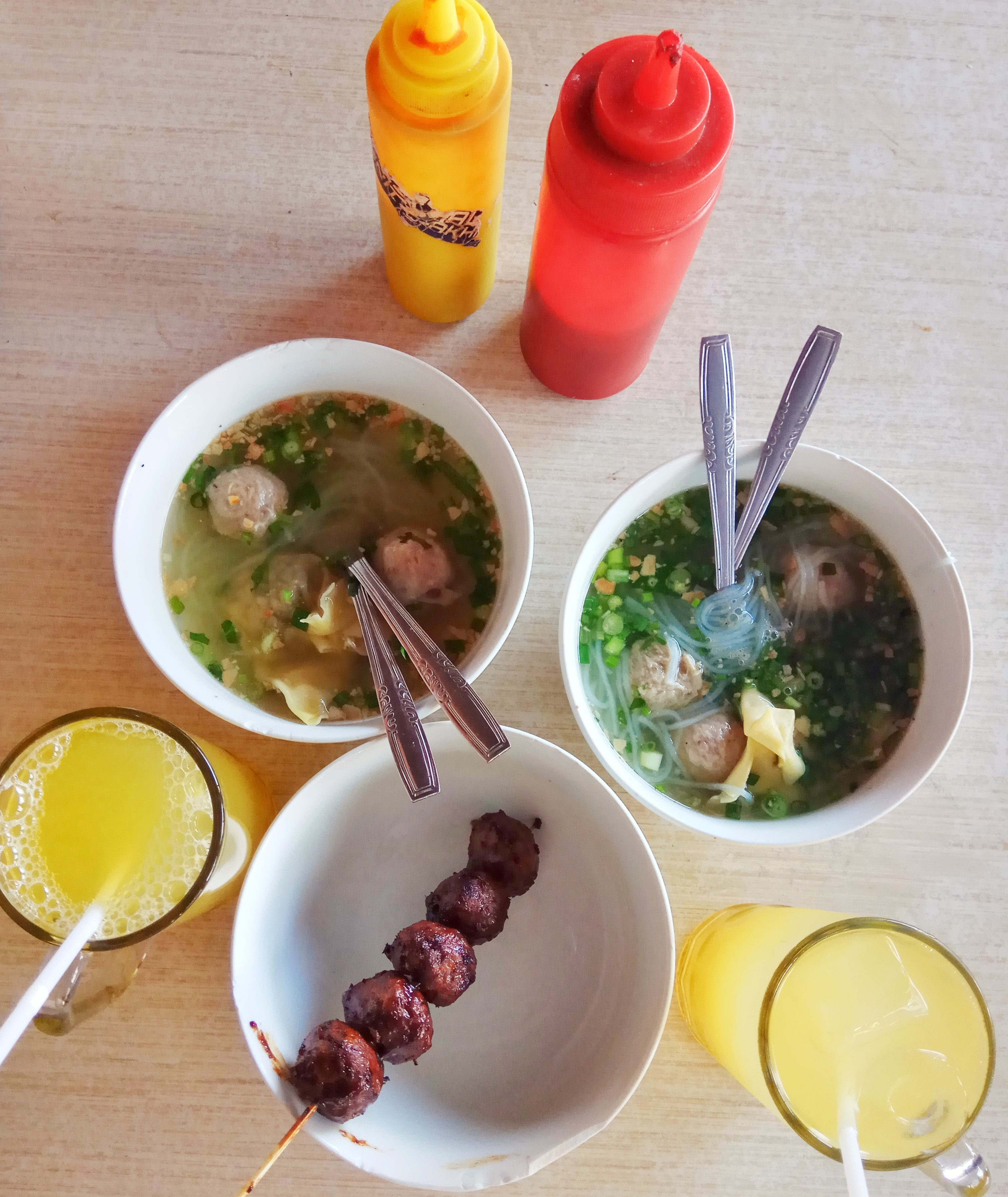
Bakso bakar.

- Bakso keju : variante moderne du bakso, rempli de fromage cheddar ou mozarella.
- Bakso kotak : bakso en forme de cube.
- Bakso Malang : bakso de la ville de Malang, dans l'est de Java, accompagné de nouilles, de tofu, de siomay et de wonton frits.
- Bakso mercon : bakso « craquelin de feu », très épicé, rempli de sambal.
- Bakso tahu : pâte de viande bakso fourrée au tofu.
- Bakso telur : bakso de la taille d'une balle de tennis avec un œuf dur placé à l'intérieur.
- Bakso udang : bakso aux crevettes, de couleur légèrement rose.
- Bakso urat : bakso rempli de tendons et de viande grossière.

## Condiments
Les étals de bakso fournissent généralement des bouteilles de sauces, de condiments, d'ajouts et de garnitures. Les clients peuvent assaisonner leur plat en fonction de leurs préférences personnelles. Les condiments et accompagnements suivants sont souvent ajoutés à un bol de bakso.
- Bawang goreng, échalote frite croquante saupoudrée sur le bakso.
- Kecap manis ou sauce soja sucrée.
- Sambal, pâte de piment.
- Sauce piquante en bouteille
- Ketchup
- Vinaigre de riz pour ajouter de l'acidité.
- Tongcay[8]